# Памятник Савве Мамонтову (Ярославль)
Памятник Савве Мамонтову  расположен на Привокзальной площади Ярославля у вокзала Ярославль-Главный.

## История создания
Имя русского промышленника и мецената Саввы Ивановича Мамонтова тесно связано с историей Северной железной дороги. Этот русский промышленник и меценат в 1859 году был одним из учредителей общества Московско-Ярославской железной дороги, которое впоследствии стало частью магистрали. На собственные средства он построил железную дорогу до Ярославля, Вологды и Архангельска.
Памятник открыт 31 июля 2008 года в день 140-летия Северной железной дороги.

## Описание памятника
Шестиметровая композиция представляет собой бронзовую фигуру Мамонтова, выполненную в полный рост. В руках меценат держит часы и циркуль. По замыслу архитектора, часовой циферблат символизирует время, а циркуль — бескрайнее пространство северных территорий, которые объединились и интегрировались в экономику России при помощи железной дороги. Рядом с памятником установлены две гранитные плиты, на одной из которых нанесена карта железной дороги времен Саввы Мамонтова, а вторая рассказывает о биографии самого деятеля. По периметру постамента расположены четыре бронзовых панно, на которых указаны годы жизни мецената, а также изображены крупнейшие вокзалы дороги — «Ярославль», «Вологда» и «Рыбинск».